# Motorhead (videójáték)
A Motorhead egy futurisztikus autóversenyzős videójáték, melyet a svéd Digital Illusions CE fejlesztett, és 1998 tavaszán jelent meg Windowsra és PlayStationre. Bár a marketing hiánya miatt viszonylag ismeretlen maradt, grafikájának, hangulatának, és realisztikus vezetési élményének köszönhetően kimagaslott a korabeli autós játékok közül. Magyarországon a PC Guru 2000 augusztusában teljes játékként jelentette meg. A játék elérhető digitális áruházakban is, azonban az nem az eredeti PC-s, hanem a PlayStation-változat portja.

## Fejlesztése
A grafikus motort a nulláról fejlesztették az 1997-es S40 Racing autós játékhoz, melyet a Volvo autógyár rendelt, hogy reklámozza túraautó-versenycsapatát.

## Leírása
A játékos versenyzőként vesz részt a TSL (Trans-Atlantic Speed League) bajnokságaiban. A „Trans-Atlantic Speed League” voltaképpen egy backronym: a TSL rövidítés (mely a versenypályák melletti transzparenseken, táblákon is gyakran feltűnik) a fejlesztők korábbi demócsapatára, a The Silentsre utal.
A játékban tíz autó és nyolc pálya van. Az autókat teljesítmény szerint három kategóriába osztották, a pályák között pedig találhatóak csillogó metropoliszok, high-tech iparnegyedek, vagy kihalt országutak. A játék kezdetekor csak három autó és két pálya áll rendelkezésre, a többi csak bajnokságok megnyerése után lesz elérhető. A bajnokságok mellett lehetőség van tét nélküli versenyeken (single race) és időfutamokon (time attack) való részvételre, vagy mások ellen játszani többjátékos módban.
A játék kitűnt kimagasló grafikájával, és több videókártya-gyártó ingyenesen mellékelte a kártyák mellé a Motorheadet, hogy bemutassa a hardver képességeit.

## Fogadtatása
A játék közepes és jó értékeléseket kapott. A kritikák elismerően szóltak a grafikáról és a vezetési élményről, de kifogásolták a játék nehézségét.
1998-ban BAFTA Interactive díjra jelölték. 2003-ra több, mint egymillió példányt adtak el.